# Kaczy Taras

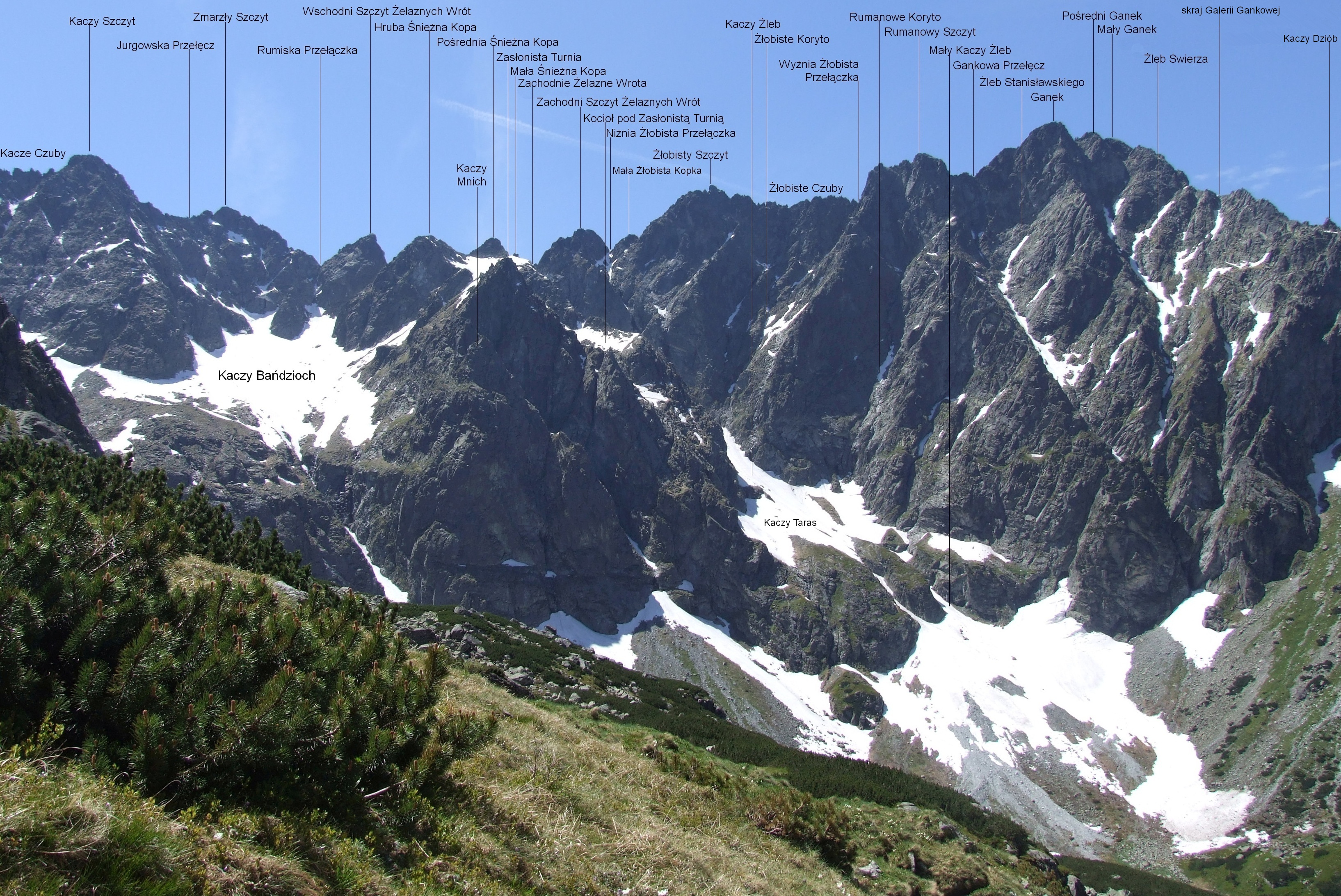
Dolina Kacza

Kaczy Taras – pochyły taras taras w Dolinie Kaczej w słowackich Tatrach Wysokich. Znajduje się powyżej dolnej, kanionowatej części Kaczego Żlebu i Małego Kaczego Żlebu oraz rozdzielającej je skalistej buli. Po bokach ograniczają go ściany Zasłonistej Turni i Rumanowego Mnicha. Od góry uchodzi do niego Kaczy Żleb i Rumanowe Koryto (jego dolnym przedłużeniem jest Mały Kaczy Żleb).
Prawa (patrząc od dołu) część tarasu poniżej Rumanowego Koryta to gołe płyty. Na całej swojej szerokości Kaczy Taras opada stromymi, częściowo skalistymi, częściowo trawiastymi ścianami o 100-metrowej wysokości na piargi dolnego piętra Doliny Kaczej. W lewą część ściany wrasta bula o pionowej ścianie, ale łatwo dostępna po obydwu bokach. Bokami tej buli prowadzą drogi wspinaczkowe na Kaczy Taras.
Nazwę tarasu utworzył Władysław Cywiński w 16 tomie przewodnika „Tatry”.